# Indonemoura nigrihamita
Indonemoura nigrihamita är en bäcksländeart som beskrevs av Li, W. och Ding Yang 2008. Indonemoura nigrihamita ingår i släktet Indonemoura och familjen kryssbäcksländor. Inga underarter finns listade i Catalogue of Life.